# مقبنه (دهستان)
 مقبنه  به عربی ( المُقَبَنَة ) دهستانی بزرگ است در استان حضرموت، در کشور یمن در شبه جزیره عربستان. نام پشین این دهستان (شَمیر) بوده‌است. گویند که نام «شَمیر» به (شمیر بن سیف بن الحارث بن زید بن ذی رُعیُن) نسبت داده بوده‌اند. از مشاهیر این دهستان می‌توان از:
محسن بن شّداد الشَمیری، و معیوف بن لاوی الشَمیری نام برد. دوقبیلهٔ بزرگ و معروف یمنی در این دهستان سُکنا دارند: (قبیلهٔ الأشاعر) و (قبیلهٔ الرُکُب). 

## جمعیت
جمعیت این دهستان در حدود ( ۱۶۷۴۹ ) نفر و (۳۰۰ خانوار ) می‌باشد. 
دهستان ( المُقَبَنَة ) در تهٔ درهٔ پهناوری قرار دارد، و شامل ۳۲ روستا بزرگ وکوچک می‌باشد. 

## روستاها
روستاهای توابع این دهستان به شرح زیر می‌باشند:
- روستای بیدحة
- روستای الوریف
- روستای أخدوع أعلاء
- روستای الأعراف
- روستای الکرابدة
- روستای عقیدة
- روستای العویر
- روستای المجاهدة
- روستای بَنی صلاح
- روستای البراشة
- روستای میراب
- روستای الملاحقة
- روستای الجوف میراب
- روستای الأخلود
- روستای جاحر
- روستای الصعیرة
- روستای الیُمن
- روستای حمیر
- روستای القحیفة
- روستای فکیکة
- روستای الخیاشن
- روستای السوغیة
- روستای أحدوح الأسفل
- روستای محرقة
- روستای العشمة
- روستای العبدلة
- روستای الأقعون
- روستای بَنی سیف
- روستای الجمهرة
- روستای المجاعشة
- روستای الجبیبة